# 郭海盛
郭海盛（1991年12月6日—），韩国足球运动员，司职后卫，目前在K联赛城南FC效力。
郭海盛从光云大学毕业之后，经过选秀进入K联赛城南FC效力。他被选入韩国 U23参加2014年亚洲运动会足球比赛，球队摘得金牌。